# Сен-Шаман (Коррез)
Сен-Шама́н (фр. Saint-Chamant, окс. Sench Amand) — коммуна во Франции, находится в регионе Лимузен. Департамент — Коррез. Входит в состав кантона Аржанта. Округ коммуны — Тюль.
Код INSEE коммуны — 19192.
Коммуна расположена приблизительно в 420 км к югу от Парижа, в 95 км юго-восточнее Лиможа, в 19 км к юго-востоку от Тюля.

## Население
Население коммуны на 2008 год составляло 511 человек.
| 1962 | 1968 | 1975 | 1982 | 1990 | 1999 | 2008 |
| ---- | ---- | ---- | ---- | ---- | ---- | ---- |
| 605  | 665  | 617  | 560  | 513  | 511  | 511  |

## Экономика
В 2007 году среди 302 человек в трудоспособном возрасте (15-64 лет) 220 были экономически активными, 82 — неактивными (показатель активности — 72,8 %, в 1999 году было 65,9 %). Из 220 активных работали 203 человека (113 мужчин и 90 женщин), безработных было 17 (5 мужчин и 12 женщин). Среди 82 неактивных 18 человек были учениками или студентами, 38 — пенсионерами, 26 были неактивными по другим причинам.

## Достопримечательности
- Церковь Сент-Аман (XII—XIII века). Памятник истории с 1913 года[3]